# King Animal
Albums de Soundgarden
Down on the Upside
(1996)
Singles
1. Been Away Too Long
Sortie : 27 septembre 2012
2. By Crooked Steps
Sortie : 12 février 2013

King Animal est le sixième album studio du groupe grunge Soundgarden, sorti le 13 novembre 2012, soit seize années après leur précédent album Down on the Upside (1996).

## Liste des pistes
Toutes les paroles sont écrites par Chris Cornell, sauf noté.
| 1.    | Been Away Too Long        |                     | Cornell, Ben Shepherd          | 3:36 |
| 2.    | Non-State Actor           | Kim Thayil, Cornell | Shepherd                       | 3:57 |
| 3.    | By Crooked Steps          |                     | Matt Cameron, Shepherd, Thayil | 4:00 |
| 4.    | A Thousand Days Before    |                     | Thayil                         | 4:23 |
| 5.    | Blood on the Valley Floor |                     | Thayil                         | 3:48 |
| 6.    | Bones of Birds            |                     | Cornell                        | 4:22 |
| 7.    | Taree                     |                     | Shepherd                       | 3:38 |
| 8.    | Attrition                 | Shepherd            | Shepherd                       | 2:52 |
| 9.    | Black Saturday            |                     | Cornell                        | 3:29 |
| 10.   | Halfway There             |                     | Cornell                        | 3:16 |
| 11.   | Worse Dreams              |                     | Cornell                        | 4:53 |
| 12.   | Eyelid's Mouth            |                     | Cameron                        | 4:39 |
| 13.   | Rowing                    |                     | Shepherd, Cornell              | 5:08 |
| 52:01 |                           |                     |                                |      |

| Deluxe Edition CD, Digital Download et Box Set bonus tracks | Deluxe Edition CD, Digital Download et Box Set bonus tracks | Deluxe Edition CD, Digital Download et Box Set bonus tracks | Deluxe Edition CD, Digital Download et Box Set bonus tracks | Deluxe Edition CD, Digital Download et Box Set bonus tracks | Deluxe Edition CD, Digital Download et Box Set bonus tracks | Deluxe Edition CD, Digital Download et Box Set bonus tracks | Deluxe Edition CD, Digital Download et Box Set bonus tracks | Deluxe Edition CD, Digital Download et Box Set bonus tracks | Deluxe Edition CD, Digital Download et Box Set bonus tracks |
| No                                                          | Titre                                                       | Durée                                                       |                                                             |                                                             |                                                             |                                                             |                                                             |                                                             |                                                             |
| ----------------------------------------------------------- | ----------------------------------------------------------- | ----------------------------------------------------------- | ----------------------------------------------------------- | ----------------------------------------------------------- | ----------------------------------------------------------- | ----------------------------------------------------------- | ----------------------------------------------------------- | ----------------------------------------------------------- | ----------------------------------------------------------- |
| 14.                                                         | Worse Dreams (Demo)                                         | 3:20                                                        |                                                             |                                                             |                                                             |                                                             |                                                             |                                                             |                                                             |
| 15.                                                         | Black Saturday (Demo)                                       | 3:16                                                        |                                                             |                                                             |                                                             |                                                             |                                                             |                                                             |                                                             |
| 16.                                                         | By Crooked Steps (Demo)                                     | 4:23                                                        |                                                             |                                                             |                                                             |                                                             |                                                             |                                                             |                                                             |
| 1:03:00                                                     |                                                             |                                                             |                                                             |                                                             |                                                             |                                                             |                                                             |                                                             |                                                             |

| Japan bonus tracks | Japan bonus tracks      | Japan bonus tracks | Japan bonus tracks | Japan bonus tracks | Japan bonus tracks | Japan bonus tracks | Japan bonus tracks | Japan bonus tracks | Japan bonus tracks |
| No                 | Titre                   | Durée              |                    |                    |                    |                    |                    |                    |                    |
| ------------------ | ----------------------- | ------------------ | ------------------ | ------------------ | ------------------ | ------------------ | ------------------ | ------------------ | ------------------ |
| 14.                | Worse Dreams (Demo)     | 3:20               |                    |                    |                    |                    |                    |                    |                    |
| 15.                | Black Saturday (Demo)   | 3:16               |                    |                    |                    |                    |                    |                    |                    |
| 16.                | By Crooked Steps (Demo) | 4:23               |                    |                    |                    |                    |                    |                    |                    |
| 17.                | Bones of Birds (Demo)   | 3:27               |                    |                    |                    |                    |                    |                    |                    |
| 1:06:27            |                         |                    |                    |                    |                    |                    |                    |                    |                    |

| iTunes Deluxe Edition bonus tracks | iTunes Deluxe Edition bonus tracks | iTunes Deluxe Edition bonus tracks | iTunes Deluxe Edition bonus tracks | iTunes Deluxe Edition bonus tracks | iTunes Deluxe Edition bonus tracks | iTunes Deluxe Edition bonus tracks | iTunes Deluxe Edition bonus tracks | iTunes Deluxe Edition bonus tracks | iTunes Deluxe Edition bonus tracks |
| No                                 | Titre                              | Durée                              |                                    |                                    |                                    |                                    |                                    |                                    |                                    |
| ---------------------------------- | ---------------------------------- | ---------------------------------- | ---------------------------------- | ---------------------------------- | ---------------------------------- | ---------------------------------- | ---------------------------------- | ---------------------------------- | ---------------------------------- |
| 14.                                | Worse Dreams (Demo)                | 3:20                               |                                    |                                    |                                    |                                    |                                    |                                    |                                    |
| 15.                                | Black Saturday (Demo)              | 3:16                               |                                    |                                    |                                    |                                    |                                    |                                    |                                    |
| 16.                                | By Crooked Steps (Demo)            | 4:23                               |                                    |                                    |                                    |                                    |                                    |                                    |                                    |
| 17.                                | Halfway There (Demo)               | 3:34                               |                                    |                                    |                                    |                                    |                                    |                                    |                                    |
| 1:06:34                            |                                    |                                    |                                    |                                    |                                    |                                    |                                    |                                    |                                    |

| Best Buy, Amazon.de et Australian Deluxe Edition bonus tracks | Best Buy, Amazon.de et Australian Deluxe Edition bonus tracks | Best Buy, Amazon.de et Australian Deluxe Edition bonus tracks | Best Buy, Amazon.de et Australian Deluxe Edition bonus tracks | Best Buy, Amazon.de et Australian Deluxe Edition bonus tracks | Best Buy, Amazon.de et Australian Deluxe Edition bonus tracks | Best Buy, Amazon.de et Australian Deluxe Edition bonus tracks | Best Buy, Amazon.de et Australian Deluxe Edition bonus tracks | Best Buy, Amazon.de et Australian Deluxe Edition bonus tracks | Best Buy, Amazon.de et Australian Deluxe Edition bonus tracks |
| No                                                            | Titre                                                         | Durée                                                         |                                                               |                                                               |                                                               |                                                               |                                                               |                                                               |                                                               |
| ------------------------------------------------------------- | ------------------------------------------------------------- | ------------------------------------------------------------- | ------------------------------------------------------------- | ------------------------------------------------------------- | ------------------------------------------------------------- | ------------------------------------------------------------- | ------------------------------------------------------------- | ------------------------------------------------------------- | ------------------------------------------------------------- |
| 14.                                                           | Worse Dreams (Demo)                                           | 3:20                                                          |                                                               |                                                               |                                                               |                                                               |                                                               |                                                               |                                                               |
| 15.                                                           | Black Saturday (Demo)                                         | 3:16                                                          |                                                               |                                                               |                                                               |                                                               |                                                               |                                                               |                                                               |
| 16.                                                           | By Crooked Steps (Demo)                                       | 4:23                                                          |                                                               |                                                               |                                                               |                                                               |                                                               |                                                               |                                                               |
| 17.                                                           | Bones of Birds (Demo)                                         | 3:27                                                          |                                                               |                                                               |                                                               |                                                               |                                                               |                                                               |                                                               |
| 18.                                                           | A Thousand Days Before (Demo)                                 | 4:24                                                          |                                                               |                                                               |                                                               |                                                               |                                                               |                                                               |                                                               |
| 1:10:51                                                       |                                                               |                                                               |                                                               |                                                               |                                                               |                                                               |                                                               |                                                               |                                                               |

| King Animal Plus bonus tracks | King Animal Plus bonus tracks                          | King Animal Plus bonus tracks | King Animal Plus bonus tracks | King Animal Plus bonus tracks | King Animal Plus bonus tracks | King Animal Plus bonus tracks | King Animal Plus bonus tracks | King Animal Plus bonus tracks | King Animal Plus bonus tracks |
| No                            | Titre                                                  | Durée                         |                               |                               |                               |                               |                               |                               |                               |
| ----------------------------- | ------------------------------------------------------ | ----------------------------- | ----------------------------- | ----------------------------- | ----------------------------- | ----------------------------- | ----------------------------- | ----------------------------- | ----------------------------- |
| 14.                           | Taree (Live From The Artists Den)                      | 3:48                          |                               |                               |                               |                               |                               |                               |                               |
| 15.                           | Blind Dogs (Live From The Artists Den)                 | 4:24                          |                               |                               |                               |                               |                               |                               |                               |
| 16.                           | Rowing (Live From The Artists Den)                     | 4:25                          |                               |                               |                               |                               |                               |                               |                               |
| 17.                           | Non-State Actor (Live From The Artists Den)            | 4:09                          |                               |                               |                               |                               |                               |                               |                               |
| 18.                           | A Thousand Days Before (Live From The Artists Den)     | 4:46                          |                               |                               |                               |                               |                               |                               |                               |
| 19.                           | Halfway There (Acoustic From 89X CIMX Detroit/Windsor) | 3:22                          |                               |                               |                               |                               |                               |                               |                               |
| 1:17:06                       |                                                        |                               |                               |                               |                               |                               |                               |                               |                               |